# Pochazia confusa
Pochazia confusa är en insektsart som beskrevs av William Lucas Distant 1906. Pochazia confusa ingår i släktet Pochazia och familjen Ricaniidae. Inga underarter finns listade i Catalogue of Life.